# Oreochromis upembae
Oreochromis upembae är en fiskart som först beskrevs av Thys van den Audenaerde, 1964.  Oreochromis upembae ingår i släktet Oreochromis och familjen Cichlidae. IUCN kategoriserar arten globalt som livskraftig. Inga underarter finns listade i Catalogue of Life.